# Monster (sökmotor)
Monster Worldwide Scandinavia grundades 1997 under namnet Jobline, och har sitt huvudkontor i Stockholm. Monster Worldwide Scandinavia är en del av Monster, det ledande globala verktyget för karriärplanering och rekrytering på nätet. Monster grundades 1994 och har sitt huvudkontor i Maynard, Massachusetts. Monster är främst en söktjänst.
Monster har sajter med lokalt innehåll och språk i ett fyrtiotal länder världen över. 